# Бхактивайбхава Свами
Бхактивайбха́ва Сва́ми (нем. Bhaktivaibhava Swami; домонашеское имя — Авинашча́ндра Да́с(а), IAST: Avināścandra Dāsa; имя при рождении — Гуннар Рейман, нем. Gunnar Reimann; род. 28 марта 1951, Гамбург, ФРГ) — кришнаитский религиозный деятель и проповедник, ученик Бхактиведанты Свами Прабхупады (1896—1977), гуру и член Руководящего совета Международного общества сознания Кришны (ИСККОН); почётный доктор Монгольского государственного университета. Курирует деятельность ИСККОН на территории России (Сибирь и Дальний Восток), Украины, Молдавии, Белоруссии, Латвии, Финляндии, Польши, Чехии, Словакии, Румынии, Болгарии, Македонии, Албании и Монголии.
В 1970-е годы Бхактивайбхава Свами был одним из пионеров проповеди гаудия-вайшнавизма в Чехословакии и некоторых других странах Восточной Европы. В 2002 году он стал первым руководителем ИСККОН, представившим вайшнавскую культуру и практику в Монголии.

## Биография

### Ранние годы (1951—1970)
Гуннар Рейман родился 28 марта 1951 года в Гамбурге, став четвёртым и последним ребёнком в семье. Его родители родом из Риги. В детстве, в дошкольном возрасте, мать учила его русскому языку, который он потом забыл. Во время учёбы в художественном колледже Рейман увлёкся буддизмом и подумывал о совершении паломничества в Тибет и принятии монашества.
В 1969 году Рейман примкнул к движению хиппи. В 1970 году он встретил на улице кришнаита, распространившего ему листовку с лекцией основателя Международного общества сознания Кришны (ИСККОН) Бхактиведанты Свами Прабхупады. В лекции, изобиловавшей непонятными санскритскими терминами, говорилось о варнашрама-дхарме. Рейману особенно запомнилась одна фраза: «Сознание Кришны очищает всё наше существование. И это так восхитительно!».
Весной 1970 года Рейман, будучи в то время членом коммуны хиппи, посетил в гамбургском ночном клубе концерт рок-группы, исполнившей со сцены мантру «Харе Кришна». Привлёкшись мантрой, от лидера группы Рейман узнал о кришнаитах и о том, что в Гамбурге есть кришнаитский храм (в то время единственный в Германии). В тот же день он впервые нанёс туда визит, а через три дня принял монашеский образ жизни, присоединившись к группе из пяти монахов, уже живших в храме.

### Проповедническая деятельность в 1970-е — 1980-е годы

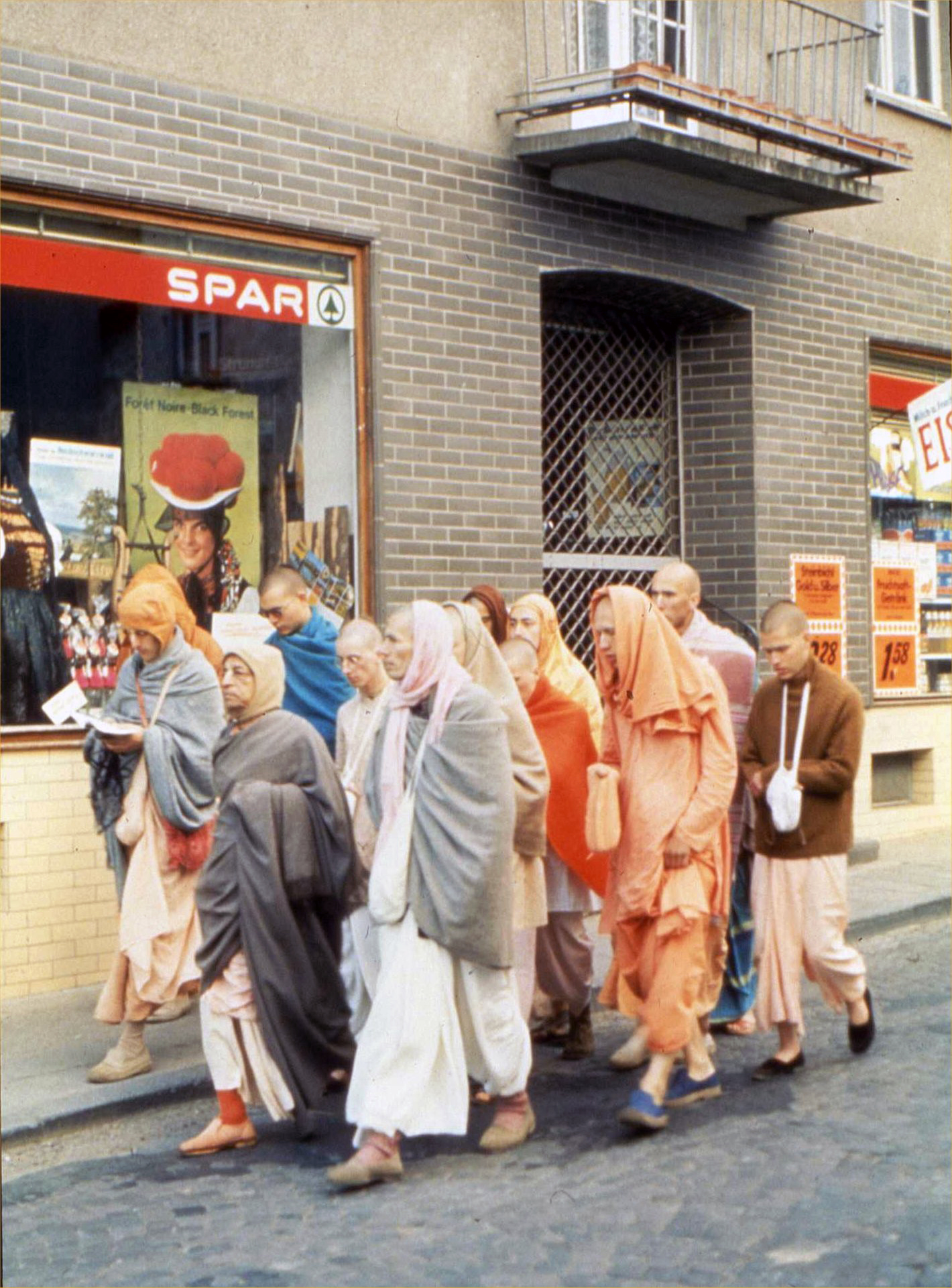
Авинашчандра (второй справа) на утренней прогулке с Бхактиведантой Свами Прабхупадой во Франкфурте-на-Майне (июнь 1974 года)

В первый год монашеской жизни, Рейман вместе с другими кришнаитами ежедневно по шесть часов пел мантру «Харе Кришна» на улицах Гамбурга. В 1971 году он отправился в Западный Берлин, где оказал содействие в открытии кришнаитского храма. В том же году он получил духовное посвящение у Бхактиведанты Свами Прабхупады, который инициировал его заочно, через письмо, дав ему «духовное имя» на санскрите «Авинашчандра Даса». В 1972 году, вернувшись в Гамбург, Авинашчандра помогал выпускать официальный журнал ИСККОН Back to Godhead на немецком языке.
В 1976 году Авинашчандра отправился проповедовать в коммунистическую Чехословакию, намереваясь распространять там вайшнавскую религиозную литературу и основать кришнаитский храм. Его попытка, однако, не увенчалась успехом. Проблемы начались уже на границе, когда власти конфисковали имевшиеся у него экземпляры «Бхагавад-гиты как она есть», которые он пытался ввезти в страну. В эти же годы Авинашчандра начал проповедовать в арабских странах, в частности в Ливане, где в то время шла гражданская война.

### Деятельность в руководстве ИСККОН (с 1987 года)
В 1987 году Авинашчандра начал исполнять обязанности инициирующего гуру и принимать учеников. В 1991 году он принял санньясу (уклад жизни в отречении), получив новое имя «Бхактивайбхава Свами». В 1995 году Бхактивайбхаву Свами избрали членом Руководящего совета Международного общества сознания Кришны.

## Gauranga Bhajan Band
В 1990 году, вместе с Харикешей, Шачинанданой и Кришнакшетрой, Бхактивайбхава Свами основал театрально-музыкальную группу Gauranga Bhajan Band. В начале 1990-х годов Gauranga Bhajan Band много гастролировал по Восточной Европе, собирая на свои концерты тысячи людей. Группа исполняла медитативную музыку под инструментальный аккомпанемент ситара и таблы, пела вайшнавские бхаджаны и мантру «Харе Кришна» в стиле рок с использованием электронных инструментов, давала шоу мультимедиа и представления театра пантомимы. В июле 1992 года Gauranga Bhajan Band, вместе с британским певцом Боем Джорджем, провели серию концертов в России. Последний концерт состоялся в Москве, в спортивном комплексе «Олимпийский». На него собралось более 30 тыс. зрителей, спевших вместе с кришнаитами и Боем Джорджем мантру «Харе Кришна».

## VedaVision
В начале 2000-х годов Бхактивайбхава Свами создал кинокомпанию VedaVision. В 2003 году Veda Vision выпустила документальный фильм о священной реке Ганга Mother Ganga: A Journey Along the Sacred Ganges River, спродюсированный Бхактивайбхавой Свами. В 2009 году Бхактивайбхава Свами выступил режиссёром, сценаристом и продюсером документального фильма The Lost Village, повествующего о судьбе исчезающих в процессе урбанизации индийских деревень и деревенского образа жизни.